# Zhaoguan-Stupa

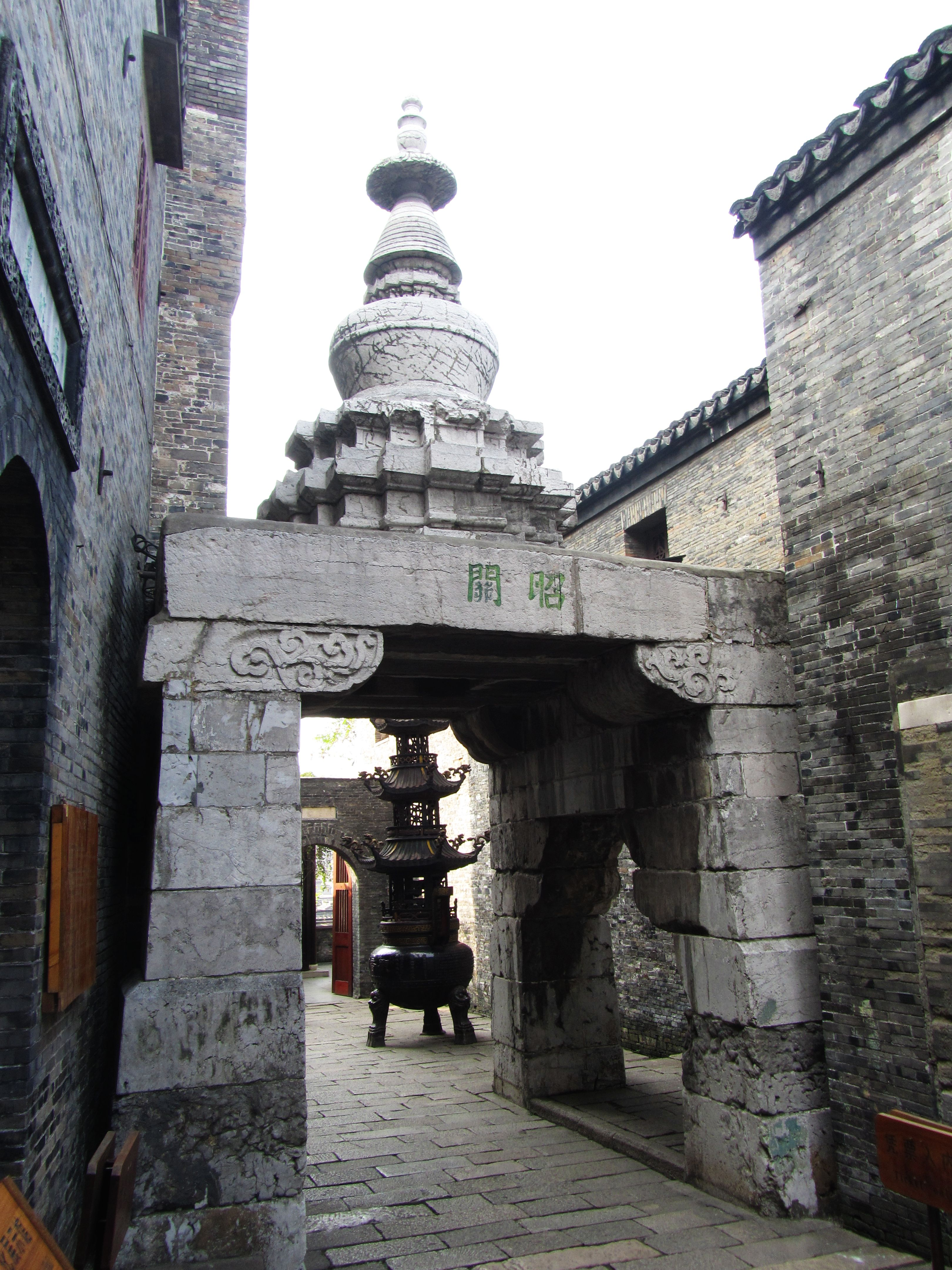
Zhaoguan-Stupa

Die Zhaoguan-Stupa (chinesisch 昭關石塔 / 昭关石塔, Pinyin Zhāoguān shítá) ist ein religiöses Bauwerk aus der Yuan-Dynastie (1279–1368), das sich im historischen Viertel Xijindu des Stadtbezirks Runzhou der ostchinesischen Stadt Zhenjiang befindet. Sie ist eines der wenigen noch erhaltenen lamaistischen Bauwerke Ostchinas, und eine der wenigen erhaltenen Stupas, die über eine Straße gebaut wurden, was ihnen einen hohen kunsthistorischen Wert verleiht. Im Jahre 2006 wurde die Steinhalle des Jijian-Tempels vom Staatsrat zum Denkmal der Volksrepublik China erklärt.
Die Stupa wurde auf eine Grundplatte gebaut, die in West-Ost-Richtung 3,8 Meter und in Nord-Süd-Richtung 3,2 Meter misst. Diese Plattform ist auf vier viereckigen Säulen gelagert und überspannt eine Gasse so, dass man unter ihr hindurchgehen kann. Due Stupa selbst besteht aus Kalkstein, ist 4,69 Meter hoch, hat einen vieleckigen und vierstufigen Sockel, eine bauchige Kuppel, eine runde Reliquienkammer, einen Schirm und eine Spitze. Neben der Stupa gibt es eine Nische für Guanyin, in der die Gläubigen für ein Gebet innehalten oder eine religiöse Schrift rezitieren können.
Mit dem Bau der Zhaoguan-Stupa wurde während der Regierungsperiode von Kublai Khan zwischen 1264 und 1294 begonnen. Im Jahre 1582 ließ der Präfekt von Zhenjiang Wang Shisheng die Stupa renovieren, wobei der Name Zhaoguan (昭關) in die Stirnseiten der Plattform über der Gasse eingemeißelt wurden. Im Jahre 2000 wurde sie erneut renoviert. Im Zuge dieser Arbeiten wurde ein in Kupferblech geschnittenes Mandala entdeckt, eine Rarität, die in der Folge zum Kulturgut der Volksrepublik China in der höchsten Kategorie erklärt wurde.